# RJ11
Un connecteur RJ-11, de l'anglais Registered jack 11 est un standard international utilisé par des appareils téléphoniques fixes. Il est également utilisé dans le domaine des réseaux locaux.
Sur un connecteur RJ-11, dans la norme, il y a que deux fils utilisés (6P2C). Mais en pratique deux autres fils sont souvent utilisés pour l'alimentation de l'appareil. D’où la confusion avec le 6P4C utilisé par le RJ14 avec les quatre fils utilisés sur les six disponibles avec du 6P6C. 
La prise RJ-11 est plus petite qu'une prise improprement appelée RJ-45 pour le 8P8C ; mais peut être utilisée avec du 6P4C ou 6P6C.

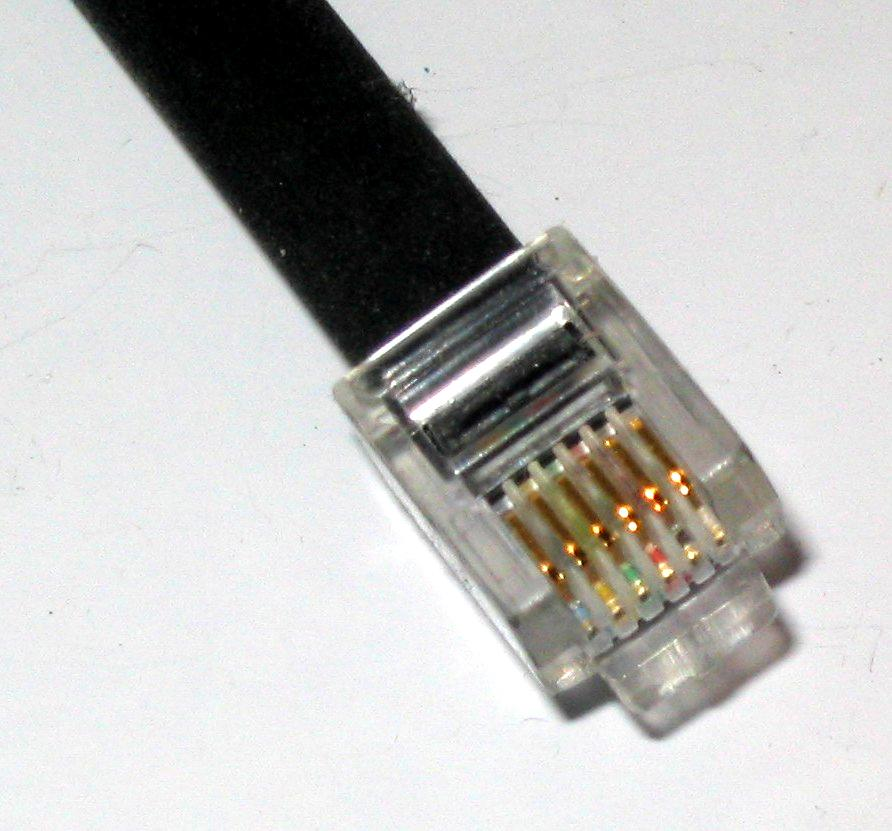
Prise mâle RJ11

## Connectique

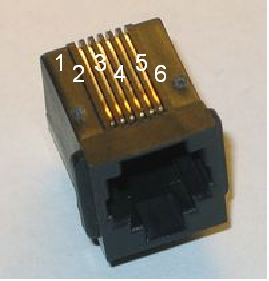
Embase avec prise RJ11 femelle pour circuit imprimé.

Par rapport à la photo ci-contre, les broches utiles sont :
| Position | Broche RJ-25 | Broche RJ-12 | Broche RJ-11 | Paire | Tip/Ring | Couleurs en paire torsadée | Anciennes couleurs | Couleurs allemandes |
| -------- | ------------ | ------------ | ------------ | ----- | -------- | -------------------------- | ------------------ | ------------------- |
| 1        | 1            | 1            |              | 3     | T        | blanc/vert                 | blanc              | rose                |
| 2        | 2            | 2            | 1            | 2     | T        | blanc/orange               | noir               | vert                |
| 3        | 3            | 3            | 2            | 1     | R        | bleu/blanc                 | rouge              | blanc               |
| 4        | 4            | 4            | 3            | 1     | T        | blanc/bleu                 | vert               | marron              |
| 5        | 5            | 5            | 4            | 2     | R        | orange/blanc               | jaune              | jaune               |
| 6        | 6            | 6            |              | 3     | R        | vert/blanc                 | bleu               | gris                |

## Dimensions
- Longueur : 9,5 mm
- Largeur : 6,6 mm

## Cas particuliers

### France
Jusqu'en 2003, il semblerait que ce standard ne soit pas unique, car si des entreprises utilisent le RJ11, les particuliers continuent à utiliser des prises en T, sauf dans le cas du dégroupage total où les  « box » utilisent une prise RJ-45/RJ-11 souvent fournie avec un adaptateur vers la « prise en T ». 
Depuis 2003, France Télécom recommande l'utilisation du RJ-45/RJ-11 dans les nouvelles installations téléphoniques. Cette recommandation est devenue obligatoire en janvier 2008, pour les constructions neuves.

### Espagne
En Espagne, un décret royal espagnol de 2003 définit les cas d'utilisation du RJ-11 et du RJ-45 pour les points utilisateurs de terminaison du réseau (TR1) téléphonique espagnol.

### Belgique
Il y a plusieurs types de câblage du RJ-11 :
- soit 2 fils, avec les couleurs bleu et blanc-bleu ;
- soit 4 fils, avec les couleurs bleu, blanc-bleu, orange et blanc-orange.